# Godzilla: Destroy All Monsters Melee
Godzilla: Destroy All Monsters Melee è un videogioco di combattimento prodotto dalla Pipeworks Software, Inc. e pubblicato per Nintendo GameCube l'8 ottobre 2002. Il videogioco è stato successivamente pubblicato per Xbox in America del Nord il 16 aprile 2003. Era stata pianificata anche una versione per PlayStation 2 ma fu poi cancellata.
La storia del gioco racconta di una razza aliena conosciuta come Vortaak che sta invadendo la Terra prendendo il controllo di alcuni celebri mostri giganti, e mandandoli a distruggere le principali città terrestri. Un mostro però riesce a liberarsi dal condizionamento mentale dei Vortaak, e combatte contro gli altri per impedire agli alieni di conquistare la Terra.

## Mostri presenti nel gioco
- Anguirus
- Destoroyah
- Gigan
- Godzilla '90
- Godzilla 2000
- King Ghidorah
- Mecha-King Ghidorah
- Megalon
- Orga
- Rodan
- Mothra (evocabile)
- Mechagodzilla 2 (disponibile nelle due versioni statunitensi)
- Mechagodzilla 3 (disponibile nella versione statunitense per Xbox e nelle due versioni giapponesi)[5]

## Accoglienza
Il gioco ha ricevuto recensioni "contrastanti o nella media" su tutte le piattaforme secondo gli aggregatori di recensioni di videogiochi Metacritic e GameRankings.